# Dignonville
Dignonville é uma comuna francesa na região administrativa do Grande Leste, no departamento de Vosges. Estende-se por uma área de 5.93 km². Em 2010 a comuna tinha 204 habitantes (densidade: 34,4 hab./km²).